# Perspective (P-MODELのアルバム)
『Perspective』（パースペクティヴ）は、日本の音楽グループP-MODELの4枚目のアルバム。1982年3月1日にジャパンレコードより発売された。また収録曲の別テイクとアウトテイク「Mercator」「Blümcale」を収録したカセットテープ『Perspective II』も同時発売された。
1989年6月25日にCDとして発売され、2007年7月25日にはデジタル・リマスタリングを行い、ボーナス・トラックに『Perspective II』を収録した『Perspective+11 Tracks』が発売された。こちらは永続仕様として、W紙ジャケット仕様となっている。

## 解説
今回ではサウンドそのものがコンセプトとなっており、サウンド自体に説得力を持たせている。キーワードは「時間・空間・言葉」。歌詞は意味や語感を作為的に崩した抽象的なものとなっており、これはその後の平沢作品の決定的な特徴となる。「Perspective（遠近法）」という名の通り音の広がりなどを重視し、レコーディングスタジオの入っているビルの階段で録画をし、ギター1音録るためにマイクをたくさん立てたりドラムの音はスネアなど一つ一つ録るなど、空間処理には大変苦労したと平沢は語っている。
なお、このアルバムではキーボードパートでもKORGのPolysixを使ったパッドを使用している。Polysixを買った理由については、適当に選んだと田中は述べている。ギターはフリクションのレックから借りたフェンダー製ムスタングが使用されている。
また、本作発売前の1981年11月に行われたシリーズライブ「カナリアの籠展開図ぐるりと回る360度期待は記憶気のどくだねオゾノコブラノスキー」では、新曲が数曲披露されたが、その中で披露されたものは本作には収録されず、『LUCKY TIME』は後にIKARI名義でソノシートとして、マンドレイク時代の楽曲をリメイクした「Lesson1000」は「LOOPING OPPOSITION」と改題した上で大幅に構成を替えて『SCUBA』に収録された。しかし、『カナリアの籠展開図ぐるりと回る360度期待は記憶気のどくだねオゾノコブラノスキー』『バグダッドの望遠鏡』『完全無欠の顕微鏡』はお蔵入りとなった。その後、お蔵入りとなった楽曲は、2010年に開設されたサイト「還弦主義8760時間」で一部試聴ができた。
『HOLLAND ELEMENT』や『フ・ル・ヘッ・ヘッ・ヘッ』も同時期に製作されたが、アルバムコンセプトに合わなかったため次作『ANOTHER GAME』に収録された。
アルバムジャケットはフリップ＆イーノの｢Evening Star｣のオマージュ。

## 楽曲解説
HEAVEN
1991年の再結成時に（解凍期）にリメイクされ、ライブ・アルバム「LIVEの方法」に収録されている。
1999年発売のアルバム『音楽産業廃棄物〜P-MODEL OR DIE』では、この曲を基に改訂メンバーの小西健司が作詞作曲をした「Heaven 2000」が収録されている。小西が所属するバンド4-Dの楽曲「AFTER DINNER PARTY」と組み合わせた楽曲となっている。
2001年発売の平沢ソロアルバム『SOLAR RAY』収録曲「オーロラ2」はこの曲を基にアレンジされている。
列車
P-MODELの歌詞において「愛」が肯定的に使われることはまずないが、この曲の歌詞での「愛して」について平沢は「あれはマジです。めずらしいですね。ただ、勢いというか、言葉をはめていく過程で出てきたんですけど」と語っている。
解凍期にリメイクされ「LIVEの方法」に収録されている。解凍期では初代ベーシストの秋山勝彦が復帰していたが、キーボード演奏をメインとしており、この曲を披露する際にはベースにパートチェンジする構成が取られた。
Zombi
2022年インタラクティブ・ライブ「ZCON」の選曲の候補に上がったが、代わりに｢LEAK｣が演奏された。
2023年、「HYBRID PHONON 2566」にて演奏された。
Coelacance
1996年に平沢がヴォルキス・プロラデュークとしてプロデュースしたユニットPEVOがカバーしている。
うわばみ
アルバムジャケットにも「象を丸呑みしたうわばみ」が描かれているが、この曲について平沢は「いわゆる星の王子様である。」と語っている。
Solid Air
後のアレンジやライブではイントロでシャウトするが、原曲及びDANCE VERSIONには入っておらず、1984年頃のライブアレンジから追加されたものである。また原曲は4番まで存在するが、長年3番が削られたアレンジで演奏されていた。ただしソロ・ヴァージョンでは、若干歌詞と構成が変更されているが再び3番が歌われている。
1983年10月に、ソノシート『SOLID AIR DANCE VERSION』として配布される。原曲とメロディが若干異なり、以降の数年間はこのメロディで演奏されていた。
解凍期にリアレンジされたバージョンはライブ・アルバム『PAUSE』に収録されている。改訂期にもリアレンジされ、1995年に行われた『ENDING ERROR』でも披露されたが、同ライブを収録したビデオには未収録となっている。
核P-MODELでは「Solid Air 2005」としてリメイクされ、『核P-MODELライブ達成記念』としてダウンロード販売された。このバージョンでは「HOLLAND ELEMENT」のメロディが流用されている。
2010年、平沢ソロとしてリメイク・アルバム「突弦変異」に収録される。こちらは弦楽器を主体にしたアレンジがされている。アルバムに先行してソロライブ『PHONON 2553』の全日でオープニングナンバーとして演奏された。
のこりギリギリ
1983年に発売された『不許可曲集』には、この曲の原曲となった「NO BIRD」が収録されている。当時のライブでは『Perspective II』に収録されている物を元にアップテンポで演奏されていた。
また、2020年に平沢進+会人名義で行われたライブ「会然TREK2K20▲03」でONE PATTERN収録曲「おやすみDOG」のギターソロは、のこりギリギリのギターと同一のものである。
Perspective II
上記の「カナリアの籠展開図ぐるりと回る360度期待は記憶気のどくだねオゾノコブラノスキー」で披露された新曲『行かないで』が原型とされている。改訂期では、メンバーの福間創によるアレンジが演奏され、ビデオ「ENDING ERROR」に収録されている。
Blümcale
タイトル名の『Blümcale』とは、アルバムレコーディング中に「空間がブリュムケール」と田中が発言したことが元となっている。平沢曰く「なにか表にあったものが裏になって、裏にあったものが表になるみたいな、寒天質のような感覚」とのこと。

## 収録曲
- 全編曲：P-MODEL

| #         | タイトル           | 作詞             | 作曲             | 時間  |
| --------- | ------------------ | ---------------- | ---------------- | ----- |
| 1.        | 「HEAVEN」         | 平沢進           | 平沢進           | 3:30  |
| 2.        | 「列車」           | 平沢進           | 平沢進           | 2:40  |
| 3.        | 「Zombi」          | 平沢進           | 平沢進           | 4:10  |
| 4.        | 「Coelacance」     | 田中靖美・平沢進 | 田中靖美         | 3:59  |
| 5.        | 「うわばみ」       | 平沢進           | 平沢進           | 2:53  |
| 6.        | 「Perspective」    | 平沢進           | 平沢進           | 3:05  |
| 7.        | 「Solid Air」      | 平沢進           | 平沢進・田中靖美 | 3:05  |
| 8.        | 「のこりギリギリ」 | 平沢進           | 平沢進           | 5:02  |
| 9.        | 「Perspective II」 | 平沢進           | 平沢進           | 4:17  |
| 合計時間: | 合計時間:          | 合計時間:        | 合計時間:        | 33:47 |

## Perspective IIの収録曲
| #         | タイトル           | 作詞             | 作曲             | 時間  |
| --------- | ------------------ | ---------------- | ---------------- | ----- |
| 1.        | 「HEAVEN」         | 平沢進           | 平沢進           | 3:30  |
| 2.        | 「列車」           | 平沢進           | 平沢進           | 2:41  |
| 3.        | 「Zombi」          | 平沢進           | 平沢進           | 4:13  |
| 4.        | 「Coelacance」     | 田中靖美・平沢進 | 田中靖美         | 4:02  |
| 5.        | 「うわばみ」       | 平沢進           | 平沢進           | 2:55  |
| 6.        | 「Mercator」       | -                | 平沢進           | 2:03  |
| 7.        | 「Perspective」    | 平沢進           | 平沢進           | 3:06  |
| 8.        | 「Solid Air」      | 平沢進           | 平沢進・田中靖美 | 4:15  |
| 9.        | 「のこりギリギリ」 | 平沢進           | 平沢進           | 5:06  |
| 10.       | 「Perspective II」 | 平沢進           | 平沢進           | 3:58  |
| 11.       | 「Blümcale」       | -                | 平沢進           | 2:57  |
| 合計時間: | 合計時間:          | 合計時間:        | 合計時間:        | 38:45 |

## リリース履歴

### Perspective
| リリース日     | レーベル                             | 規格   | 規格品番   | 備考                                                                  |
| -------------- | ------------------------------------ | ------ | ---------- | --------------------------------------------------------------------- |
| 1982年3月1日   | ジャパンレコード                     | LP     | JAL-19     |                                                                       |
| 1987年         | VIVID SOUND                          | LP     | PRL-1016   |                                                                       |
| 1989年6月25日  | WAX/徳間ジャパン                     | CD     | 27WXD-119  |                                                                       |
| 1994年9月25日  | WAX/徳間ジャパンコミュニケーションズ | CD     | TKCA-70479 | Q盤                                                                   |
| 2002年5月10日  | ケイオスユニオン/TESLAKITE           | CD     | CHTE-0007  | ボックスセット『太陽系亞種音』Disc7                                   |
| 2007年4月25日  | SS RECORDINGS                        | CD     | SS-902     | 『Perspective＋11tracks』デジタル・リマスタリング、 W紙ジャケット仕様 |
| 2013年7月31日  | SS RECORDINGS                        | CD     | SS-902     | 『Perspective＋11tracks』                                             |
| 2015年7月15日  | WAX/徳間ジャパンコミュニケーションズ | SHM-CD | TKCA-10133 | 紙ジャケット仕様                                                      |
| 2016年8月3日   | WAX/徳間ジャパンコミュニケーションズ | LP     | TKJA-10083 |                                                                       |
| 2018年10月10日 | SS RECORDINGS                        | CD     | SS-902A    | 『Perspective＋11tracks』                                             |
| 2021年2月20日  | SS RECORDINGS                        | UHQ-CD | SS-1004A   | 『Perspective＋11tracks』                                             |

### Perspective II
| リリース日    | レーベル                   | 規格           | 規格品番   | 備考                                |
| ------------- | -------------------------- | -------------- | ---------- | ----------------------------------- |
| 1982年3月1日  | ジャパンレコード           | カセットテープ | 28J-17     |                                     |
| 1991年8月25日 | WAX/徳間ジャパン           | CD             | TKCA-30335 |                                     |
| 2002年5月10日 | ケイオスユニオン/TESLAKITE | CD             | CHTE-0007  | ボックスセット『太陽系亞種音』Disc7 |

## 参加ミュージシャン
- 平沢進 - ボーカル、ギター、シンセサイザー
- 田井中貞利 - ドラム
- 田中靖美 - キーボード
- 菊池達也 - エレクトリックベース